# Liste der Wappen im Bezirk Perg
Die Liste der Wappen im Bezirk Perg zeigt die Wappen der Gemeinden im oberösterreichischen Bezirk Perg.

## Wappen der Städte, Marktgemeinden und Gemeinden

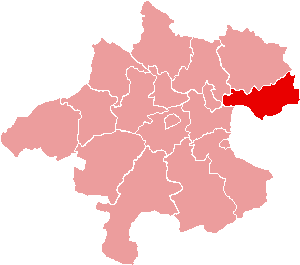
Lage in Oberösterreich
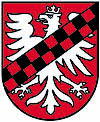
Allerheiligen im Mühlkreis
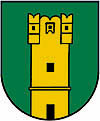
Arbing
Bad Kreuzen
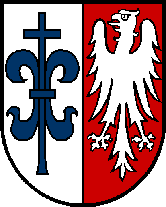
Baumgartenberg
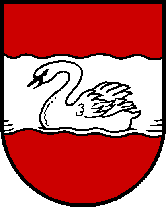
Dimbach
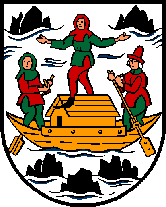
Grein
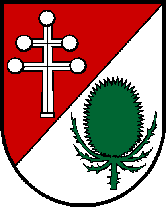
Katsdorf
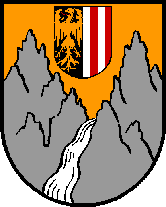
Klam
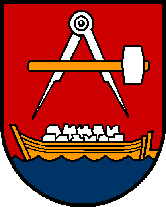
Langenstein
Luftenberg an der Donau
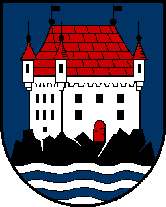
Mauthausen
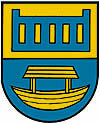
Mitterkirchen im Machland
Münzbach
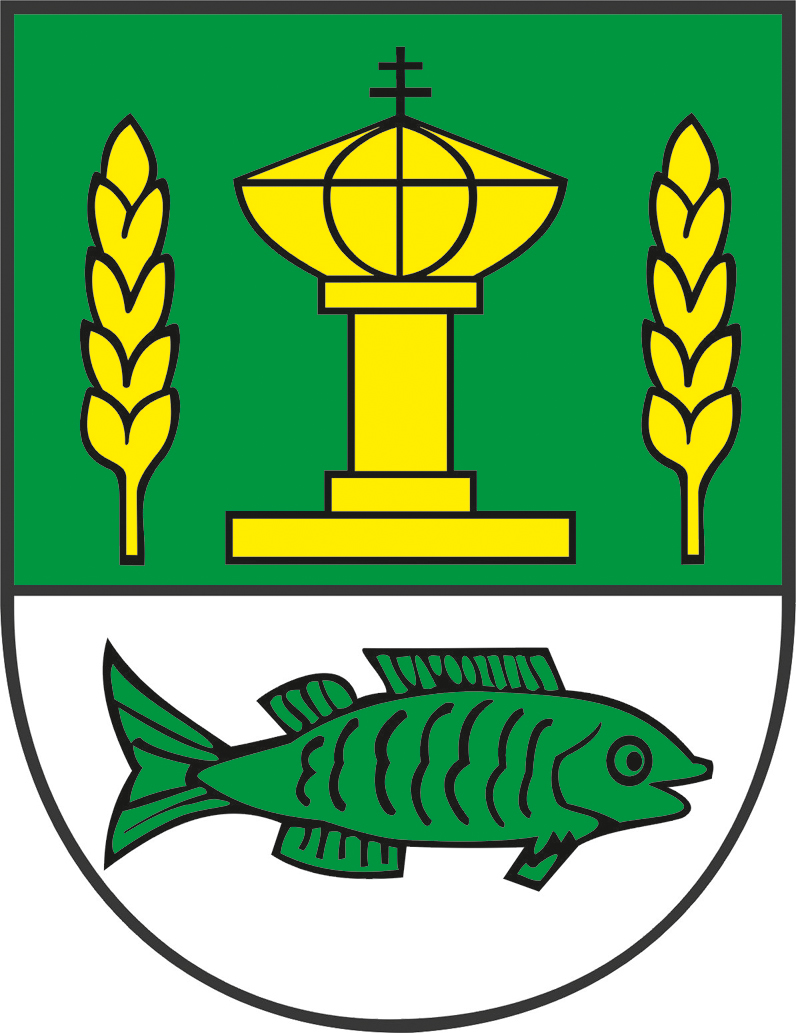
Naarn im Machlande
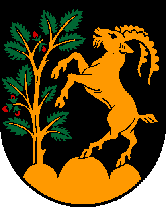
Pabneukirchen
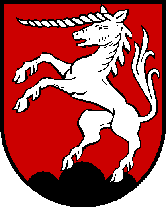
Perg
Rechberg
Ried in der Riedmark
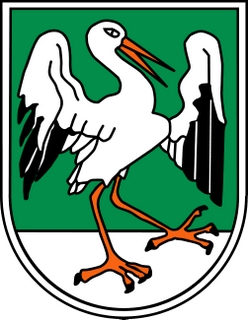
Saxen
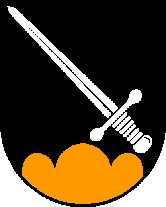
Schwertberg
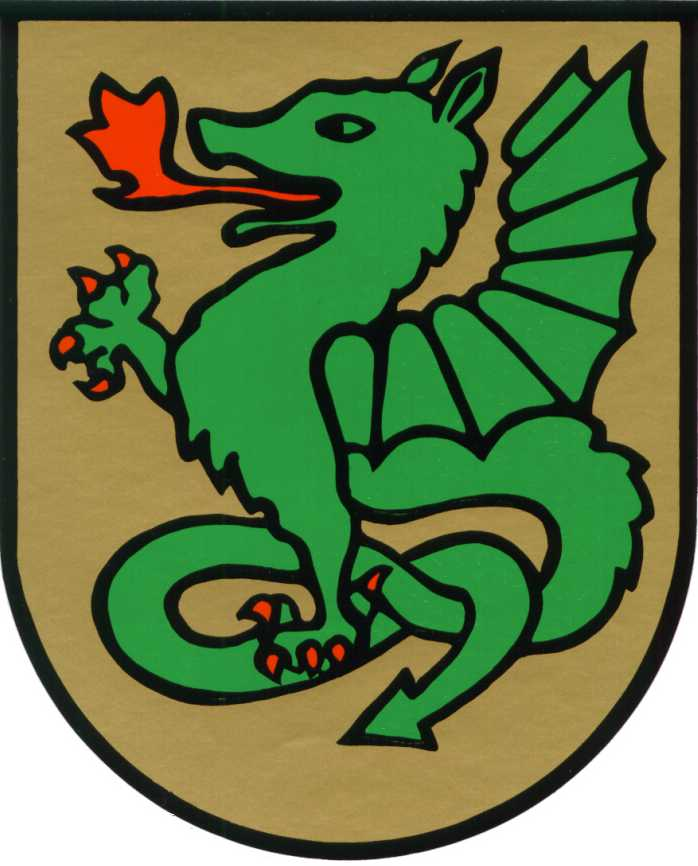
St. Georgen am Walde
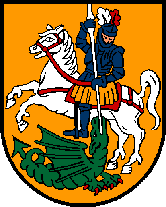
St. Georgen an der Gusen
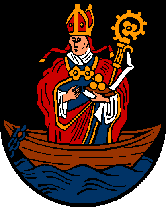
St. Nikola an der Donau
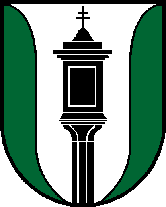
St. Thomas am Blasenstein
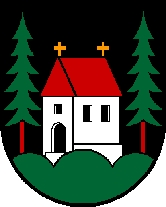
Waldhausen im Strudengau
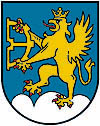
Windhaag bei Perg